# Coupe de la Ligue française de football 2006-2007
Navigation
Coupe de la Ligue française 2005-2006 Coupe de la Ligue française 2007-2008
La Coupe de la Ligue de football 2006-2007 est la treizième édition de la Coupe de la Ligue de football française. Le détenteur de la Coupe lors de l'édition précédente est l'AS Nancy-Lorraine. La finale voit la victoire des Girondins de Bordeaux sur l'Olympique lyonnais.

## Déroulement de la compétition
Le club en premier est le club qui joue à domicile.

### Premier tour
Lors du premier tour, des équipes de Ligue 2 et de National se sont rencontrées.
- Chamois niortais FC (L2) 1-2 FC Libourne-Saint-Seurin (L2)
- FC Sète (Nat) 2-0	Tours FC (L2)
- Clermont Foot (Nat) 3-0 Stade lavallois (Nat)

### Second tour
- Dijon FCO (L2) 3-2 Stade Brestois (L2)
- Stade de Reims (L2) 1-0 SM Caen (L2)
- Amiens SC (L2) 2-1 Le Havre AC (L2)
- FC Metz (L2) 0-1 US Créteil-Lusitanos (L2)
- Montpellier HSC (L2) 3-0 Grenoble Foot (L2)
- LB Châteauroux (L2) 2-4 RC Strasbourg (L2)
- AC Ajaccio (L2) 0-1 FC Libourne-Saint-Seurin (L2)
- FC Istres (L2) 2-1 FC Gueugnon (L2) (après prolongations).
- Clermont Foot (Nat) 1-0 En Avant de Guingamp (L2)
- SC Bastia (L2) 0-0 FC Sète (Nat) (3 à 5 aux tirs au but)

### Seizièmes de finale
Les seizièmes de finale voient l'entrée dans la compétition des équipes de Ligue 1. Lyon et Bordeaux, participant à la Ligue des champions, sont directement qualifiés pour les huitièmes de finale.
- FC Istres (L2) 0-1 LOSC Lille Métropole (L1)
- Dijon FCO (L2) 2-1 Amiens SC (L2)
- Stade de Reims (L2) 3-1 Clermont Foot (Nat)
- FC Nantes (L1) 0-2 Toulouse FC (L1)
- Association Sportive Nancy-Lorraine (L1) 1-0 OGC Nice (L1)
- Union sportive Créteil-Lusitanos (L2) 1-4 Racing Club de Lens (L1)
- CS Sedan (L1) 0-1 FC Sochaux (L1)
- Paris Saint-Germain (L1) 3-1 FC Lorient (L1)
- Troyes (L1) 1-2 Le Mans Union Club 72 (L1)
- Valenciennes FC (L1) 0-0 AS Monaco (L1) (4 - 5 aux tirs au but)
- Montpellier HSC (L2) 1-2 Olympique de Marseille (L1)
- AJ Auxerre (L1) 2-0 RC Strasbourg (L2)
- Stade rennais FC (L1) 2-1 FC Libourne-Saint-Seurin (L2)
- FC Sète (Nat) 1-4 AS Saint-Étienne (L1)

### Tableau final
À partir de ce stade de la compétition, il n'y a plus de tirage au sort et les équipes savent déjà contre qui elles vont jouer si elles passent le tour.
|  | Huitièmes de finale                       | Huitièmes de finale                        |                       |      | Quarts de finale               | Quarts de finale               |  |  | Demi-finales                  | Demi-finales                  |  |  | Finale                    | Finale                    |
|  | Huitièmes de finale                       | Huitièmes de finale                        |                       |      | Quarts de finale               | Quarts de finale               |  |  | Demi-finales                  | Demi-finales                  |  |  | Finale                    | Finale                    |
|  |                                           |                                            |                       |      |                                |                                |  |  |                               |                               |  |  |                           |                           |
|  | 25 octobre - Stade de Gerland             | 25 octobre - Stade de Gerland              |                       |      | 20 décembre - Stade de Gerland | 20 décembre - Stade de Gerland |  |  | 17 janvier - Stade de Gerland | 17 janvier - Stade de Gerland |  |  | 31 mars - Stade de France | 31 mars - Stade de France |
|  | 25 octobre - Stade de Gerland             | 25 octobre - Stade de Gerland              |                       |      | 20 décembre - Stade de Gerland | 20 décembre - Stade de Gerland |  |  | 17 janvier - Stade de Gerland | 17 janvier - Stade de Gerland |  |  | 31 mars - Stade de France | 31 mars - Stade de France |
|  | Lyon                                      | 2                                          |                       |      | 20 décembre - Stade de Gerland | 20 décembre - Stade de Gerland |  |  | 17 janvier - Stade de Gerland | 17 janvier - Stade de Gerland |  |  | 31 mars - Stade de France | 31 mars - Stade de France |
|  | Lyon                                      | 2                                          |                       |      | 20 décembre - Stade de Gerland | 20 décembre - Stade de Gerland |  |  | 17 janvier - Stade de Gerland | 17 janvier - Stade de Gerland |  |  | 31 mars - Stade de France | 31 mars - Stade de France |
|  | Paris SG                                  | 1                                          |                       |      | 20 décembre - Stade de Gerland | 20 décembre - Stade de Gerland |  |  | 17 janvier - Stade de Gerland | 17 janvier - Stade de Gerland |  |  | 31 mars - Stade de France | 31 mars - Stade de France |
|  | Paris SG                                  | 1                                          | Lyon                  | 3    |                                |                                |  |  | 17 janvier - Stade de Gerland | 17 janvier - Stade de Gerland |  |  | 31 mars - Stade de France | 31 mars - Stade de France |
|  | 24 octobre - Stade Marcel Picot           |                                            | Lyon                  | 3    |                                |                                |  |  | 17 janvier - Stade de Gerland | 17 janvier - Stade de Gerland |  |  | 31 mars - Stade de France | 31 mars - Stade de France |
|  |                                           | AS Nancy-Lorraine                          | 1                     |      |                                |                                |  |  | 17 janvier - Stade de Gerland | 17 janvier - Stade de Gerland |  |  | 31 mars - Stade de France | 31 mars - Stade de France |
|  | AS Nancy-Lorraine                         | AS Nancy-Lorraine                          | 1                     | 2    |                                |                                |  |  | 17 janvier - Stade de Gerland | 17 janvier - Stade de Gerland |  |  | 31 mars - Stade de France | 31 mars - Stade de France |
|  | AS Nancy-Lorraine                         | 20 décembre - Stade Auguste Bonal          |                       | 2    |                                |                                |  |  | 17 janvier - Stade de Gerland | 17 janvier - Stade de Gerland |  |  | 31 mars - Stade de France | 31 mars - Stade de France |
|  | Toulouse                                  | 1                                          |                       |      |                                |                                |  |  | 17 janvier - Stade de Gerland | 17 janvier - Stade de Gerland |  |  | 31 mars - Stade de France | 31 mars - Stade de France |
|  | Toulouse                                  | 1                                          | Lyon                  | 1    |                                |                                |  |  |                               |                               |  |  | 31 mars - Stade de France | 31 mars - Stade de France |
|  | 24 octobre - Stade Léon-Bollée            |                                            | Lyon                  | 1    |                                |                                |  |  |                               |                               |  |  | 31 mars - Stade de France | 31 mars - Stade de France |
|  |                                           | Le Mans UC                                 | 0                     |      |                                |                                |  |  |                               |                               |  |  | 31 mars - Stade de France | 31 mars - Stade de France |
|  | Le Mans UC                                | Le Mans UC                                 | 0                     | 3    |                                |                                |  |  |                               |                               |  |  | 31 mars - Stade de France | 31 mars - Stade de France |
|  | Le Mans UC                                | 16 janvier - Stade Auguste-Delaune         |                       | 3    |                                |                                |  |  |                               |                               |  |  | 31 mars - Stade de France | 31 mars - Stade de France |
|  | Lens                                      | 1                                          |                       |      |                                |                                |  |  |                               |                               |  |  | 31 mars - Stade de France | 31 mars - Stade de France |
|  | Lens                                      | 1                                          | Sochaux-Montbéliard   | 1    |                                |                                |  |  |                               |                               |  |  | 31 mars - Stade de France | 31 mars - Stade de France |
|  | 24 octobre - Stade Auguste Bonal          |                                            | Sochaux-Montbéliard   | 1    |                                |                                |  |  |                               |                               |  |  | 31 mars - Stade de France | 31 mars - Stade de France |
|  |                                           | Le Mans UC                                 | 2                     |      |                                |                                |  |  |                               |                               |  |  | 31 mars - Stade de France | 31 mars - Stade de France |
|  | Sochaux-Montbéliard                       | Le Mans UC                                 | 2                     | 5    |                                |                                |  |  |                               |                               |  |  | 31 mars - Stade de France | 31 mars - Stade de France |
|  | Sochaux-Montbéliard                       | 20 décembre - Stade de la route de Lorient |                       | 5    |                                |                                |  |  |                               |                               |  |  | 31 mars - Stade de France | 31 mars - Stade de France |
|  | Dijon FCO                                 | 0                                          |                       |      |                                |                                |  |  |                               |                               |  |  | 31 mars - Stade de France | 31 mars - Stade de France |
|  | Dijon FCO                                 | 0                                          | Lyon                  | 0    |                                |                                |  |  |                               |                               |  |  |                           |                           |
|  | 24 octobre - Stadium Nord Lille Métropole |                                            | Lyon                  | 0    |                                |                                |  |  |                               |                               |  |  |                           |                           |
|  |                                           | Girondins de Bordeaux                      | 1                     |      |                                |                                |  |  |                               |                               |  |  |                           |                           |
|  | Lille OSC                                 | Girondins de Bordeaux                      | 1                     | 0    |                                |                                |  |  |                               |                               |  |  |                           |                           |
|  | Lille OSC                                 |                                            |                       | 0    |                                |                                |  |  |                               |                               |  |  |                           |                           |
|  | Stade rennais FC                          | 2                                          |                       |      |                                |                                |  |  |                               |                               |  |  |                           |                           |
|  | Stade rennais FC                          | 2                                          | Stade rennais FC      | 0    |                                |                                |  |  |                               |                               |  |  |                           |                           |
|  | 24 octobre - Stade Auguste-Delaune (tab)  |                                            | Stade rennais FC      | 0    |                                |                                |  |  |                               |                               |  |  |                           |                           |
|  |                                           | Reims                                      | 1                     |      |                                |                                |  |  |                               |                               |  |  |                           |                           |
|  | Reims                                     | Reims                                      | 1                     | 0(4) |                                |                                |  |  |                               |                               |  |  |                           |                           |
|  | Reims                                     | 19 décembre - Stade Chaban-Delmas          |                       | 0(4) |                                |                                |  |  |                               |                               |  |  |                           |                           |
|  | AS Monaco                                 | 0(3)                                       |                       |      |                                |                                |  |  |                               |                               |  |  |                           |                           |
|  | AS Monaco                                 | 0(3)                                       | Reims                 | 1    |                                |                                |  |  |                               |                               |  |  |                           |                           |
|  | 25 octobre - Stade Geoffroy-Guichard      |                                            | Reims                 | 1    |                                |                                |  |  |                               |                               |  |  |                           |                           |
|  |                                           | Girondins de Bordeaux                      | 2                     |      |                                |                                |  |  |                               |                               |  |  |                           |                           |
|  | AS Saint-Étienne                          | Girondins de Bordeaux                      | 2                     | 4    |                                |                                |  |  |                               |                               |  |  |                           |                           |
|  | AS Saint-Étienne                          |                                            |                       | 4    |                                |                                |  |  |                               |                               |  |  |                           |                           |
|  | Marseille                                 | 1                                          |                       |      |                                |                                |  |  |                               |                               |  |  |                           |                           |
|  | Marseille                                 | 1                                          | Girondins de Bordeaux | 2    |                                |                                |  |  |                               |                               |  |  |                           |                           |
|  | 25 octobre - Stade de l'Abbé-Deschamps    |                                            | Girondins de Bordeaux | 2    |                                |                                |  |  |                               |                               |  |  |                           |                           |
|  |                                           | AS Saint-Étienne                           | 1                     |      |                                |                                |  |  |                               |                               |  |  |                           |                           |
|  | AJ Auxerre                                | AS Saint-Étienne                           | 1                     | 0    |                                |                                |  |  |                               |                               |  |  |                           |                           |
|  | AJ Auxerre                                |                                            |                       | 0    |                                |                                |  |  |                               |                               |  |  |                           |                           |
|  | Girondins de Bordeaux                     | 1                                          |                       |      |                                |                                |  |  |                               |                               |  |  |                           |                           |
|  | Girondins de Bordeaux                     | 1                                          |                       |      |                                |                                |  |  |                               |                               |  |  |                           |                           |

À noter : Cette compétition ne comprend pas de match pour la troisième place entre les 2 perdants des demi-finales

### Finale
La finale de la Coupe de la Ligue a eu lieu le 31 mars 2007 au Stade de France. Le match arbitré par Hervé Piccirillo, opposa l'Olympique lyonnais aux Girondins de Bordeaux et ce sont les Girondins qui se sont imposés grâce à un but de Henrique (89e) au terme d'un match pauvre en occasions. C'est la seconde Coupe de la Ligue remportée par les girondins.
| Samedi 31 mars 2007 | Olympique lyonnais | 0 - 1   | FC Girondins de Bordeaux | Stade de France, Saint-Denis                      |                                                   |
|                     |                    | (0 - 0) | Henrique · 89e Rapport   | Spectateurs : 79 072 Arbitrage : Hervé Piccirillo | Spectateurs : 79 072 Arbitrage : Hervé Piccirillo |

| Olympique lyonnais |    |                     |  |        |     |
|                    |    |                     |  |        |     |
| Gardien de but     | 30 | Rémy Vercoutre      |  |        |     |
|                    | 2  | François Clerc      |  |        | 38e |
|                    | 3  | Cris                |  |        |     |
|                    | 20 | Éric Abidal         |  |        |     |
|                    | 29 | Sébastien Squillaci |  |        |     |
|                    | 8  | Juninho             |  | 68e    |     |
|                    | 10 | Florent Malouda     |  |        |     |
|                    | 21 | Tiago               |  | 90e+1  |     |
|                    | 28 | Jérémy Toulalan     |  |        |     |
|                    | 11 | Fred                |  |        | 63e |
|                    | 14 | Sidney Govou        |  |        |     |
| Remplaçants :      |    |                     |  |        |     |
|                    | 23 | Kim Källström       |  | 68e    |     |
|                    | 5  | Sylvain Wiltord     |  | 90e +1 |     |
| Entraineur :       |    |                     |  |        |     |
| Gérard Houllier    |    |                     |  |        |     |

| FC Girondins de Bordeaux |    |                         |     |     |       |
|                          |    |                         |     |     |       |
| Gardien de but           | 16 | Ulrich Ramé             |     |     |       |
|                          | 3  | Henrique                | 89e |     |       |
|                          | 6  | Franck Jurietti         |     |     | 65e   |
|                          | 27 | Marc Planus             |     |     |       |
|                          | 5  | Fernando                |     |     |       |
|                          | 14 | Johan Micoud            |     |     | 34e   |
|                          | 17 | Wendel                  |     | 67e |       |
|                          | 18 | Julien Faubert          |     |     |       |
|                          | 24 | Rio Mavuba              |     |     |       |
|                          | 9  | Jean-Claude Darcheville |     |     |       |
|                          | 29 | Marouane Chamakh        |     | 46e | 45e+1 |
| Remplaçants :            |    |                         |     |     |       |
|                          | 15 | Jussiê                  |     | 67e |       |
|                          | 23 | Florian Marange         |     | 46e |       |
| Entraineur :             |    |                         |     |     |       |
| Ricardo                  |    |                         |     |     |       |